# Dordtse Leerregels

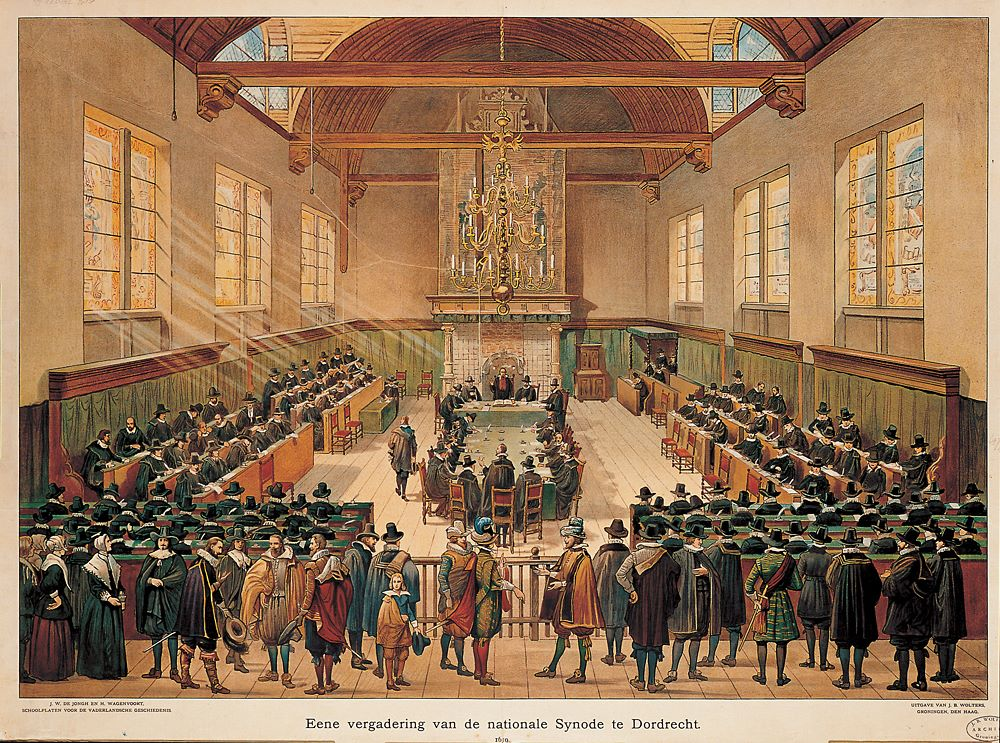
Een vergadering van de nationale synode te Dordrecht

De Dordtse Leerregels zijn opgesteld op de Synode van Dordrecht, een landelijke vergadering van gereformeerde kerken in 1618 en 1619 in Dordrecht die ook bijgewoond werd door vertegenwoordigers van buitenlandse gereformeerde kerken. De Dordtse Leerregels zijn een weerlegging van de Vijf artikelen van de remonstranten, de Dordtse Leerregels worden daarom ook wel de Vijf artikelen tegen de remonstranten genoemd.
De Dordtse Synode was een landelijke synode die bijeengeroepen was door de Staten-Generaal van de Verenigde Nederlanden om uitspraak te doen over de opvattingen van de remonstranten. De remonstranten werden op de Synode van Dordrecht unaniem veroordeeld door de contraremonstranten. Hun leer was, volgens de overige deelnemers aan de Synode, niet in overeenstemming met de Bijbel. In de leerregels is de veroordeling schriftelijk vastgelegd. De Dordtse Leerregels werden als een van de Drie Formulieren van Enigheid onderdeel van de belijdenis van de gereformeerde kerk in Nederland en daarmee ook van alle kerken die zich als voortzetting van deze kerk beschouwen.

## Inhoud van de Dordtse Leerregels
In ieder hoofdstuk van de Dordtse Leerregels wordt eerst het gereformeerde geloof positief uiteengezet. Na elke uiteenzetting volgt een opsomming van "dwalingen" (van de remonstranten) die de Synode verwerpt. De Dordtse Leerregels zijn opgebouwd uit vijf hoofdstukken:
- Hoofdstuk 1: Van de goddelijke verkiezing en verwerping.
- Hoofdstuk 2: Van de dood van Christus en de verlossing van de mensen door deze dood.
- Hoofdstuk 3/4: Van de verdorvenheid van de mensen en de bekering tot God en de manier waarop.
- Hoofdstuk 5: Van de volharding der heiligen.

Deze structuur is bepaald door vijf artikelen uit de Remonstrantie die de volgelingen van Jacobus Arminius in 1610 aanboden aan de Staten van Holland en Westfriesland. In deze Remonstrantie vroegen zij om steun van de overheid in het conflict dat zij hadden met de aanhangers van Franciscus Gomarus. In vijf hoofdstukken vatten de remonstranten hun eigen opvattingen samen:
1. De gelovigen zijn uitverkoren op grond van hun geloof.
2. Christus is voor iedereen gestorven.
3. De mens gelooft niet uit zichzelf, maar door de genade in Christus.
4. De genade is het begin, de doorwerking en de volbrenging van al het goede, maar zij kan weerstaan worden door wie niet wil geloven.
5. Over de vraag of gelovigen hun geloof en daarmee het eeuwig heil konden verliezen kan nog geen dwingende uitspraak gedaan worden.

De Dordtse Leerregels benadrukken ook dat God het evangelie laat prediken opdat mensen verlost zouden worden van de zonde en de straf op de zonde. Artikel 2:5 stelt:
Voorts is de belofte des Evangelies, dat een iegelijk, die in de gekruisigde Christus gelooft, niet verderve, maar het eeuwige leven hebbe; welke belofte aan alle volken en mensen, tot welke God naar Zijn welbehagen Zijn Evangelie zendt, zonder onderscheid moet verkondigd en voorgesteld worden, met bevel van bekering en geloof.
Tegelijk wordt daarin ook vastgehouden dat deze uitwendige roeping door velen verworpen wordt, waardoor zij om eigen schuld verloren gaan (artikel 2:6):
Doch dat velen, door het Evangelie geroepen zijnde, zich niet bekeren, noch in Christus geloven, maar in ongeloof vergaan, zulks geschiedt niet door gebrek of ongenoegzaamheid van de offerande van Christus, aan het kruis geofferd, maar door hun eigen schuld.
Anderen, die naar Gods vrijmacht inwendig geroepen worden en het ware geloof ontvangen, in de eeuwige heerlijkheid worden opgenomen (artikel 2:7-8):
- (2.7) Maar zovelen als waarachtiglijk geloven, en door den dood van Christus van de zonden en het verderf verlost en behouden worden, die genieten deze weldaad alleen uit Gods genade, hun van eeuwigheid in Christus gegeven, welke genade Hij niemand schuldig is.
- (2.8) Want dit is geweest de gans vrije raad, de genadige wil en het voornemen van God den Vader, dat de levendmakende en zaligmakende kracht van den dierbaren dood Zijns Zoons zich uitstrekken zou tot alle uitverkorenen, om die alleen met het rechtvaardigmakend geloof te begiftigen, en door ditzelve onfeilbaar tot de zaligheid te brengen; dat is: God heeft gewild, dat Christus door het bloed Zijns kruises (waarmede Hij het nieuwe verbond bevestigd heeft), uit alle volken, stammen, geslachten en tongen, diegenen allen, en die alleen, krachtiglijk zou verlossen, die van eeuwigheid tot de zaligheid verkoren, en van den Vader Hem gegeven zijn; hen zou begiftigen met het geloof, hetwelk Hij hun, gelijk ook andere zaligmakende gaven des Heiligen Geestes, door Zijn dood heeft verworven; en hen van al hun zonden, zowel de aangeborene als de werkelijke, zowel na als vóór het geloof begaan, door Zijn bloed zou reinigen, tot het einde toe getrouwelijk bewaren, en ten laatste zonder enige vlek en rimpel heerlijk voor Zich stellen.

## De vijf punten van het calvinisme
Een samenvatting in vijf punten van de Dordtse Leerregels is in de Engelstalige wereld bekend als de vijf punten van het Calvinisme (Engels: Five points of Calvinism). De centrale gedachte in de vijf punten van het calvinisme is dat God iedereen kan redden als Hij hen genade schenkt en dat Hij daarbij niet tegengewerkt kan worden door de onrechtvaardigheid of onkunde van de mens. De vijf punten van het calvinisme zijn geen weergave van de theologie van Johannes Calvijn of van de gereformeerde kerken. Calvijn heeft bijvoorbeeld in zijn werken nooit de gedachte van de beperkte verzoening besproken, hij heeft slechts enkele hints over zijn denkwijze opgetekend.
1) Totale verdorvenheid
De mens is in zijn natuurlijke, verdorven toestand niet in staat om zich tot God te wenden. Het is enkel door de goedheid en de wil van God dat de Heilige Geest het voor de mens mogelijk maakt herboren te worden door het Woord van God. Opgemerkt moet worden dat het woord totale in brede zin gezien moet worden. De mens is intens zondig, het is zelfs zo dat de zonde ieder deel van het menselijk wezen heeft bedorven.
Bijbelse onderbouwing:
- Romeinen 3:10-11 Zo staat er ook geschreven: ‘Er is geen mens rechtvaardig, zelfs niet één, er is geen mens verstandig, er is geen mens die God zoekt.
- Johannes 6:44 Toch kan niemand bij mij komen, tenzij de Vader die mij gezonden heeft hem bij me brengt, en ik zal hem op de laatste dag tot leven wekken.
- 1 Korintiërs 2:14 Een mens die de Geest niet bezit, aanvaardt niet wat van de Geest van God komt, want voor hem is het dwaasheid. Hij kan het ook niet begrijpen, omdat het geestelijk moet worden beoordeeld.

2) Onvoorwaardelijke verkiezing
Verkiezing betekent liefde. Gods liefde, de verkiezing van hen die Hij tot Zich laat komen, is niet gebaseerd op de menselijke verdienste of geloof in de personen die Hij kiest. Zijn keuze is onvoorwaardelijk gebaseerd op Zijn [Gods] genade.
Bijbelse onderbouwing:
- Romeinen 9:16 Alles hangt dus af van God en zijn barmhartigheid, niet van de wil of de inspanning van de mens.
- Efeziërs 1:4 In Christus immers heeft God, voordat de wereld gegrondvest werd, ons vol liefde uitgekozen om voor Hem heilig en zuiver te zijn,
- Johannes 1:13 Zij zijn niet op natuurlijke wijze geboren, niet uit lichamelijk verlangen of uit de wil van een man, maar uit God.
- Exodus 33:19 Hij antwoordde: ‘Ik zal in mijn volle luister voor je langs gaan en in jouw bijzijn de naam HEER uitroepen: ik schenk genade aan wie ik genade wil schenken, en ik ben barmhartig voor wie ik barmhartig wil zijn.

3) Beperkte verzoening
De beperkte verzoening houdt in dat Christus' kruisdood de straf wegneemt van de zonden die begaan worden door diegenen die God uitverkoren heeft met zijn genade. (In tegenstelling tot de leer dat Christus' kruisdood de redding vanuit de mens mogelijk maakt.) De verzoening is dus beperkt tot het wegnemen van de zonden van de uitverkorenen.
Bijbelse onderbouwing:
- Johannes 10:14-15 Ik ben de goede herder. Ik ken mijn schapen en mijn schapen kennen mij, zoals de Vader mij kent en ik de Vader ken. Ik geef mijn leven voor de schapen.
- Johannes 10:27-28 Mijn schapen luisteren naar mijn stem, ik ken ze en zij volgen mij. Ik geef ze eeuwig leven: ze zullen nooit verloren gaan en niemand zal ze uit mijn hand roven.
- Handelingen 20:28 Zorg voor uzelf en voor de hele kudde waarover de heilige Geest u als herder heeft aangesteld; u bent de opzieners van Gods gemeente, die hij verworven heeft door het bloed van zijn eigen Zoon.
- Efeziërs 5:25 Mannen, heb uw vrouw lief, zoals Christus de kerk heeft liefgehad en zich voor haar heeft prijsgegeven
- Johannes 17:9 Ik bid voor hen. Ik bid niet voor de wereld, maar voor de mensen die u mij hebt gegeven, omdat zij van u zijn
- Johannes 6:44 Toch kan niemand bij mij komen, tenzij de Vader die mij gezonden heeft hem bij me brengt, en ik zal hem op de laatste dag tot leven wekken.
- Johannes 6:65 ‘Daarom heb ik jullie gezegd,’ zei hij, ‘dat iemand alleen bij mij kan komen als het hem door de Vader gegeven is.’

4) Onweerstaanbare genade
De genade van God is onweerstaanbaar in de zin dat de mens niet bij machte is de genade te ontlopen wanneer God besloten heeft hem/haar genade te tonen. Het is dus niet zo dat mensen de genade vinden doordat hun geweten gevoeliger is of omdat ze sterker zijn in het geloof dan anderen. Het is andersom: een gevoelig geweten en een sterk geloof zijn tekenen van Gods trouw.
Bijbelse onderbouwing:
- Johannes 15:16 Jullie hebben niet mij uitgekozen, maar ik jullie, en ik heb jullie opgedragen om op weg te gaan en vrucht te dragen, blijvende vrucht. Wat je de Vader in mijn naam vraagt, zal hij je geven.
- Efeziërs 1:11 In hem heeft God, die alles naar zijn wil en besluit tot stand brengt, ons de bestemming toebedeeld
- 1 Tessalonicenzen 1:4-5 God heeft u lief, broeders en zusters. Wij weten dat hij u heeft uitgekozen: 5 onze verkondiging aan u overtuigde immers niet alleen door onze woorden, maar ook door de overweldigende kracht van de heilige Geest. U weet hoeveel we voor u hebben betekend toen we in uw midden waren.
- Romeinen 9:11 en al voor ze geboren waren en nog niets goeds of slechts hadden gedaan, werd haar gezegd: ‘De oudste zal de jongste dienen.’ Gods besluit blijft namelijk van kracht: God kiest een mens niet uit op grond van zijn daden, maar omdat hij hem roept.
- Kolossenzen 2:13 U was dood door uw zonden en door uw onbesneden staat, maar God heeft u samen met Christus levend gemaakt toen hij ons al onze zonden kwijtschold.

5) Volharding van de gelovigen
De wedergeboorte kan niet ongedaan worden gemaakt. Het door God geschonken geloof blijft in wezen levenslang aanwezig, hoewel de beoefening in kan zinken. Zij die van het geloof vallen zijn of nooit oprecht geweest in hun geloof of, indien ze tot de uitverkorenen behoren, zullen terugkeren naar het geloof.
Bijbelse onderbouwing:
- Johannes 10:27-28 Mijn schapen luisteren naar mijn stem, ik ken ze en zij volgen mij. Ik geef ze eeuwig leven: ze zullen nooit verloren gaan en niemand zal ze uit mijn hand roven.
- 1 Johannes 2:19 Ze zijn uit ons midden voortgekomen maar ze hoorden niet bij ons, want als ze werkelijk bij ons hadden gehoord, zouden ze bij ons gebleven zijn. Maar het moest aan het licht komen dat niemand van hen bij ons hoorde.
- Filippenzen 1:6 Ik ben ervan overtuigd dat Hij die dit goede werk bij u begonnen is, het ook zal voltooien op de dag van Christus Jezus.

## Ezelsbruggetje (T U L I P)
In de Engelstalige wereld zijn de vijf punten van het Calvinisme ook bekend door het ezelsbruggetje T U L I P (tulp). Dit ezelsbruggetje is waarschijnlijk een verwijzing naar de Nederlandse oorsprong van de Dordtse Leerregels.
- Total depravity
- Unconditional election
- Limited atonement
- Irresistible grace
- Perseverance of the saints